# SNCASE / Sud-Est 200
El Sud-Est SE.200 Amphitrite fue un gran hidrocanoa hexamotor comercial construido en Francia a fines de la década de 1930, originalmente desarrollado como Lioré et Olivier LeO H.49 antes de la nacionalización de la industria aeronáutica francesa.

## Historia, diseño y desarrollo
Fue desarrollado en respuesta a una especificación del Ministerio del Aire francés en 1936 solicitando diseños para un hidrocanoa transatlántico de pasaje y correo destinado a ser operado por Air France con un alcance de 6000 km y capacidad para 20 pasajeros y 500 kg de carga. En 1937, la Direction Générale de l'Aviation Civile emitió especificaciones mucho más exigentes. El peso de despegue aumentó de 30 a 70 t y el número de motores se mantuvo opcional entre cuatro y ocho. Para el Atlántico Sur, se contabilizaron 40 pasajeros y 3 toneladas de carga con una autonomía de 3200 km en la ruta del Atlántico Norte y una velocidad máxima de 300 km/h. 
Los diseños fueron presentados por las compañías Latécoère , Lioré et Olivier y Potez-CAMS como Latécoère 631 , Lioré et Olivier LeO H-49 (más tarde designado SNCASE SE.200 Amphitrite) y Potez-CAMS 161 respectivamente, y se aprobaron ejemplares de todos los diseños para su construcción. En el Salon de l'Aéronautique de París de 1938 se exhibió una gran maqueta, apoyada en agua simulada.
El SE.200 Amphitrite Era un gran diseño hexamotor de ala alta en voladizo de gran altura y cola bideriva; los motores estaban ubicados en el borde de las alas y se instalaron dos flotadores adicionales para aumentar la estabilidad en el agua, más tarde la forma de los flotadores recibió un contorno más aerodinámico. El interior del fuselaje del hidrocanoa era de dos pisos, con el compartimiento de pasajeros ubicado en el superior.
Cuatro ejemplares del SE.200 estaban en construcción en la factoría de la Société Nationale des Constructions Aéronautiques du Sud-Est - SNCASE en Marignane al estallar la II Guerra Mundial, y el trabajo sobre ellos continuó después de la caída de Francia, junto con una quinta máquina iniciada después. El primer avión matriculado F-BAHE bautizado como Rochambeau, voló el 11 de diciembre de 1942. Después de las pruebas, fue requisado e integrado en la Luftwaffe con el código de llamada 20 + 01 y trasladado en enero de 1943 a Friedrichshafen , Lago de Constanza donde se probó en la factoría Dornier; los alemanes lograron llevar a cabo un ciclo completo de pruebas de este hidrocanoa, pero no se atrevieron a usarlo en la práctica. Fue destruido en un ataque aéreo de la RAF el 17 de abril de 1944. Hundido en aguas poco profundas los restos del primer SE.200 fueron rescatados por Dornier en 1966 y desguazados. 
Unos días después, el segundo prototipo (SE-200-02), que estaba en la planta de SNCASE en Marignane y listo en un 80%, el 10 de marzo de 1944, durante una incursión de bombarderos pesados de la RAF resultó tan dañado que no pudo ser restaurado y dañó gravemente los otros aparatos.
Se había realizado suficiente trabajo en el SE.200-03 para que el rescate valiera la pena después de la guerra. El trabajo de restauración continuó durante más de un año. Una vez más, los motores fueron reemplazados, en lugar de los motores estadounidenses montados en el SE-200-03, se instaló el motor radial de 14 cilindros y dos filas refrigerado por aire desarrollado en Francia SNECMA 14R-26/27 con una potencia de 1200 kW (1600 hp). Este avión finalmente voló el 2 de abril de 1946 como F-BAIY y más tarde se entregó al CEV (Centre d'Essais en Vol) para realizar pruebas exhaustivas. Resultó dañado en un amerizaje el 18 de octubre de 1949 a su regreso de un vuelo de prueba, en la Laguna de Berre; la aeronave resultó gravemente dañada y no fue reparada.  En 1963 se desmantelaron los prototipos SE-200-04 (93% completo) y SE-200-05 (alrededor del 10% completo).

## Especificaciones técnicas

### Características generales
- Tripulación: 8-10 (incluyendo tripulación de cabina)
- Capacidad: 48
- Longitud: 40,15 m
- Envergadura: 52,2 m
- Altura: 9,73 m
- Superficie alar: 340 m²
- Perfil alar: raíz:NACA 2418; Tipo NACA 2409
- Peso vacío: 32746 kg
- Peso máximo al despegue: 60670 kg
- Planta motriz: 6× Radial doble estrella 14 cilindros enfriados por aire 3 x SNECMA 14R-26 (rotación a dcha.)
 3 × SNECMA 14R-27 (rotación a izda.).
  - Potencia: 1200 kW (1654 HP; 1632 CV) cada uno.
- Hélices: 6× tripala metálica reversible de paso variable por motor.

### Rendimiento
- Velocidad nunca excedida (Vne): 420 km/h (a 4500 m)
- Velocidad crucero (Vc): 305 km/h
- Alcance: 6050 km
- Techo de vuelo: 5000 m
- Régimen de ascenso: 3,7 m/s
- Carga alar: 212 kg/m²
- Potencia/peso: 12,2 kg/kW (984 kW (1320 hp) por motor)